# Дачное (Зеленоградский район)
Дачное— посёлок в Зеленоградском районе Калининградской области. До 2016 года входил в состав Ковровского сельского поселения.

## Население
| 2002 | 2010 |
| ---- | ---- |
| 4    | ↘0   |

Согласно результатам переписи 2010 года в Дачном постоянных жителей нет.

## История
В 1860 году Аббау Зек был переименован в Биркенберг, в 1946 году — в поселок Дачное.